# René Gutiérrez
René Gutiérrez del Carpio (Barranco, Provincia de Lima, Perú) es un exjugador de fútbol profesional. Jugó solo para el Universitario de Deportes en la Primera División de Perú, equipo donde se declaró identificado e hincha. Jugaba de mediocampista.
La Lora era un mediocampista de exquisitos toques cortos y geniales pases en profundidad.
Ha fallecido.

## Trayectoria
Realizó las inferiores en el Universitario de Deportes y debutó en primera en 1952. En 1957 fue cedido al Club Puebla de México, donde no logra obtener presencia significativa. Regresó a la U y ganó el bicampeonato a fines de los cincuenta.
En total en su carrera vistiendo la camiseta crema sumó 222 partidos, marcando 5 goles.

## Selección nacional

### Participaciones en Copa América
| Copa América                 | Sede    | Resultado     |
| ---------------------------- | ------- | ------------- |
| Campeonato Sudamericano 1956 | Uruguay | Sexto puesto  |
| Campeonato Sudamericano 1957 | Perú    | Cuarto puesto |

## Clubes
| Club                      | País | Año       |
| ------------------------- | ---- | --------- |
| Universitario de Deportes | Perú | 1951-1963 |
| Defensor Arica            | Perú | 1964      |

## Palmarés
| Título                    | Club                      | País | Año  |
| ------------------------- | ------------------------- | ---- | ---- |
| Primera División del Perú | Universitario de Deportes | Perú | 1959 |
| Primera División del Perú | Universitario de Deportes | Perú | 1960 |